# Dark (Familienname)
Dark ist ein ursprünglich englischer Familienname, der jemanden mit einer dunklen Haar- oder Hautfarbe bezeichnete. Er war vor allem im westlichen Teil Englands verbreitet.

## Namensträger
- Alvin Dark (1922–2014), US-amerikanischer Baseballspieler
- Dagmar Dark (* 1940), deutsche Pantomimin, siehe Dagmar Ringstorff
- Eleanor Dark (1901–1985), australische Schriftstellerin

## Pseudonyme
- Angel Dark (Viktoria Knezova; * 1982), slowakische Pornodarstellerin und Aktmodell
- Anita Dark (Anita Melnicoff; * 1975), ungarische Pornodarstellerin
- Gregory Dark (Gregory Hippolyte Brown; * 1957), US-amerikanischer Filmregisseur
- Jason Dark (Helmut Rellergerd; * 1945), deutscher Schriftsteller
- Simone Dark (Susanne Wiebel; * 1982), deutsche Übersetzerin und Schriftstellerin